# 1. Amateurliga Nordbaden 1951/52
Die 1. Amateurliga Nordbaden 1951/52 war die zweite Saison der 1. Amateurliga im Fußball in Nordbaden – dem Vorläufer der heutigen Verbandsliga Baden. Nordbadischer Amateurmeister wurde der Karlsruher FV, der die Aufstiegsrunde zur II. Division ebenfalls gewann und somit aufstieg. Der SV Schwetzingen nahm für Nordbaden an der deutschen Amateurmeisterschaft 1952 teil und scheiterte bereits in der Vorrunde am Bayern-Vertreter TSV Schwabach. Der FV Weinheim, der VfR Pforzheim und die FG Rüppurr mussten in die 2. Amateurliga absteigen. Aufsteiger für die folgende Saison waren der Dresdner SC Heidelberg, der SC Käfertal, die SG Kirchheim/Heidelberg und der VfB Knielingen.
Phoenix Karlsruhe fusionierte am Ende der Saison mit dem Oberligisten VfB Mühlburg zum Karlsruher SC (Karlsruher Sport-Club Mühlburg-Phönix).

## Abschlusstabelle
| Pl. | Verein                  | Sp. | Tore  | Punkte |
| --- | ----------------------- | --- | ----- | ------ |
| 01. | Karlsruher FV           | 28  | 76:39 | 44:12  |
| 02. | SV Schwetzingen         | 28  | 74:44 | 39:17  |
| 03. | FV Daxlanden            | 28  | 83:42 | 36:20  |
| 04. | Germania Friedrichsfeld | 28  | 45:36 | 32:24  |
| 05. | Phönix Karlsruhe        | 28  | 58:46 | 31:25  |
| 06. | Olympia Kirrlach (N)    | 28  | 47:63 | 27:29  |
| 07. | 1. FC 08 Birkenfeld     | 28  | 51:50 | 25:31  |
| 08. | Amicitia Viernheim      | 28  | 45:57 | 25:31  |
| 09. | KSG Leimen              | 28  | 55:62 | 24:32  |
| 10. | FV Hockenheim           | 28  | 46:55 | 24:32  |
| 11. | Germania Brötzingen     | 28  | 44:53 | 24:32  |
| 12. | TSG Rohrbach            | 28  | 49:63 | 23:33  |
| 13. | FV Weinheim (N)         | 28  | 49:69 | 23:33  |
| 14. | VfR Pforzheim           | 28  | 46:56 | 22:34  |
| 15. | FG Rüppurr (N)          | 28  | 47:71 | 21:35  |